# Esparron-de-Verdon
Esparron-de-Verdon is een gemeente in het Franse departement Alpes-de-Haute-Provence (regio Provence-Alpes-Côte d'Azur) en telt 430 inwoners (2008). De plaats maakt deel uit van het arrondissement Digne-les-Bains.
Bezienswaardig is het Château d'Esparron-de-Verdon.

## Geografie
De oppervlakte van Esparron-de-Verdon bedraagt 36,3 km², de bevolkingsdichtheid is 11,4 inwoners per km².
De onderstaande kaart toont de ligging van Esparron-de-Verdon met de belangrijkste infrastructuur en aangrenzende gemeenten.

## Demografie
Onderstaande figuur toont het verloop van het inwonertal (bron: INSEE-tellingen).
Vanwege een beveiligingsprobleem met de MediaWiki Graph-software is het momenteel niet mogelijk deze grafiek weer te geven. Zodra de software is bijgewerkt zal de grafiek vanzelf weer zichtbaar worden.